# Mogga Lado
Mogga Charles Arnado Lado (23 novembre 1995) è un cestista sudsudanese con cittadinanza statunitense.